# گامبو
گامبو (به انگلیسی: Gumbo) به نوعی خوراک گفته می‌شود که مخصوص نواحی ایالت‌های جنوبی آمریکا و به‌خصوص لوئیزیانا است. این غذا معمولاً به شکل سوپ، و با محتویات میگو، برنج، فلفل دلمه‌ای، بامیه، پیاز، کرفس، و ادویه‌جات (همانند Holy trinity) می‌باشد.
نخستین یادکرد گامبو در متون ایالات متحده به سال ۱۸۰۳ بازمی‌گردد.